# Bonneauville
Bonneauville è un comune degli Stati Uniti d'America nella Contea di Adams, in Pennsylvania. La sua popolazione al censimento del 2000 era di 1.378 abitanti.

## Società

### Evoluzione demografica
Si osserva una maggioranza della razza bianca (95.72%) seguita dagli afroamericani (1.31%).
| Borough di Bonneauville Popolazione |       |
| 2000                                | 1.378 |
| Stima al 01-07-07                   | 1.456 |